# Vasectomie

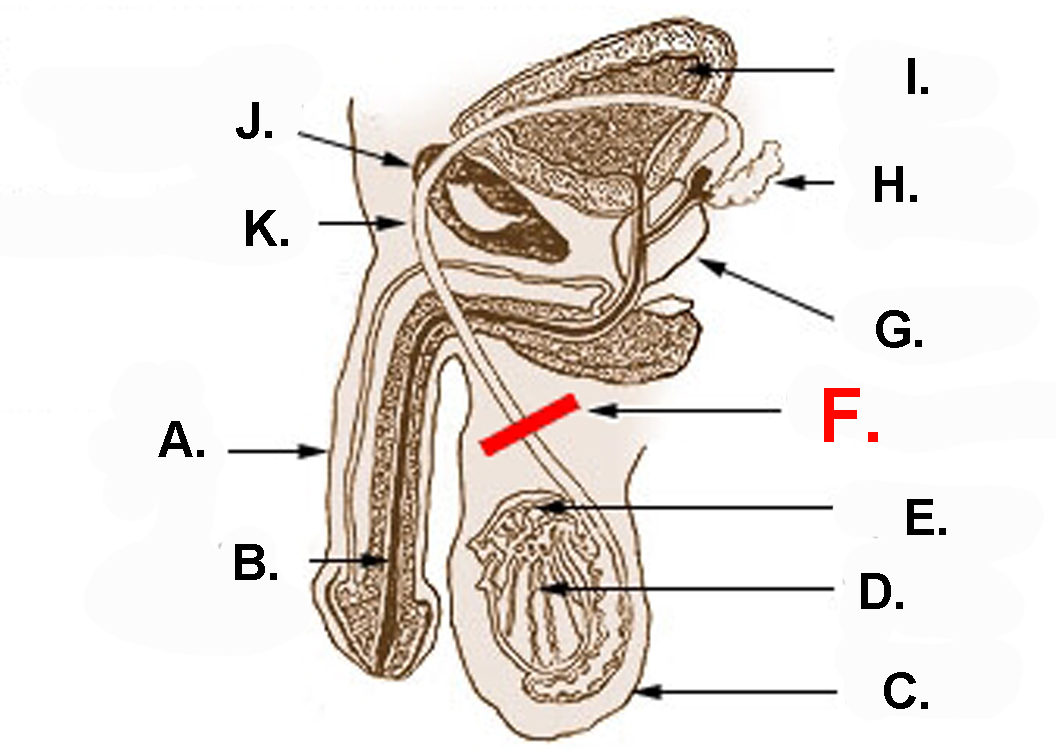
Tekening van de ingreep

Vasectomie (ook wel sterilisatie genoemd) is het onderbreken van de zaadleiders bij de man om ervoor te zorgen dat er geen zaadcellen in het sperma terechtkomen, waardoor de man steriel is.

## Keuze voor vasectomie
Wanneer in een heteroseksueel paar geen kinderwens (meer) bestaat, wordt steeds vaker gezocht naar een alternatief voor het levenslang slikken van hormoontabletten. Relatief veilige alternatieven zijn dan een sterilisatie bij de vrouw, sterilisatie bij de man, of een spiraaltje. Van de twee sterilisatie-operaties is die bij de man veel eenvoudiger en met minder risico dan die bij de vrouw.
In Nederland en de Verenigde Staten kiest 11% van de heteroseksuele paren die anticonceptie gebruiken voor een vasectomie. In veel ziekenhuizen is de operatie daardoor lopende-bandwerk. In percentage liggen alleen het Verenigd Koninkrijk en Nieuw-Zeeland nog hoger, met 18%. Ook in China wordt vasectomie veel toegepast. In Frankrijk was sterilisatie heel lang verboden.

## Operatie
Een vasectomie is een poliklinische operatie. Deze begint met het opzoeken van de zaadleider aan beide kanten in de balzak. Waar deze leider gevonden wordt, wordt met een kleine injectie een lokale verdoving toegediend. Aan beide kanten wordt de zaadleider door een klein sneetje naar buiten gebracht en wordt ca. 1 cm van de leider verwijderd. Daarna wordt aan beide kanten de zaadleider omgevouwen en dichtgemaakt. Het type hechting is in de meeste gevallen afhankelijk van de behandelend arts (zelfoplossend of juist niet). In het geval van een normale hechting zal er een terugkomdag worden afgesproken om de hechtingen te verwijderen.
De hele operatie is meestal binnen 45 minuten afgerond. Na de operatie wordt de man aangeraden een paar dagen geen zwaar lichamelijk werk te doen om de hechtingen niet te belasten. Verder is normale beweging mogelijk, zolang het geen pijn doet. Fietsen kan bijvoorbeeld pijnlijk zijn. Hoeveel last een man na de ingreep er nog van heeft, verschilt echter van persoon tot persoon. Geslachtsgemeenschap en masturberen zijn gewoon weer mogelijk, hoewel het kort na de operatie nog wel pijnlijk kan zijn.
Meestal wordt geadviseerd om na de behandeling een koud compres te plaatsen om eventuele zwellingen te voorkomen.

## Variaties
Er zijn andere procedures dan degene die hierboven worden beschreven.
Eén techniek is het maken van een enkele incisie in het midden van het scrotum en via deze enkele opening de twee zaadleiders te onderbreken.
Bij een andere techniek wordt er geen incisie gemaakt, maar wordt de zaadleider met een speciaal tangetje door een heel kleine opening in de huid naar buiten gehaald. Bij deze procedure is geen hechting nodig en aanhangers zeggen dat het herstel sneller is en er minder complicaties optreden dan bij de standaardprocedure.
Verder is er recent in de VS een nieuwe procedure toegelaten waarbij de zaadleiders niet worden doorgenomen, maar worden afgeklemd met een klein klemmetje.

## Vruchtbaarheid
Na de operatie is de man niet meteen onvruchtbaar: er blijven nog zaadcellen in het systeem die nog geruime tijd na de vasectomie bij een zaadlozing naar buiten kunnen komen. Om de onvruchtbaarheid vast te stellen moet de man na 6 weken tot 3 maanden (afhankelijk van het ziekenhuis) en minimaal 20 zaadlozingen een- of tweemaal een spermamonster inleveren (wederom afhankelijk van het ziekenhuis). Pas als in deze monsters geen levende spermacellen worden aangetroffen, wordt de man steriel verklaard.
Het is mogelijk dat de eindjes spontaan weer aan elkaar groeien en opnieuw vruchtbaarheid ontstaat. De kans op zwangerschap na een jaar vrijen met een (op de juiste manier gecontroleerde) vasectomie wordt geschat op 0,02%; dat is lager dan elke andere vorm van anticonceptie.

## Complicaties
Vasectomie is een bijzonder veilige operatie. Er treden slechts zelden complicaties op. Door de locatie van de operatie kunnen bijwerkingen echter wel tijdelijk erg onprettig zijn. De meest voorkomende complicatie is dat zaadcellen die uit de zaadleider lekken een knobbeltje vormen. Dit lost zich vanzelf weer op.
Tijdens de operatie kan een bloedvat worden geraakt, waardoor een inwendige bloeding optreedt (een blauwe plek). Dit kan tot enige weken ongemak leiden. Soms is dan een heroperatie nodig. Veel minder vaak komt voor dat een infectie optreedt. Als een infectie optreedt kan deze worden behandeld met antibiotica en enkele weken rust. Een klein percentage van de mannen die een vasectomie hebben ondergaan, hebben gedurende een langere periode last van een zeurend gevoel in het operatiegebied ("scrotalgie"). Dit kan verschillende oorzaken hebben, maar niet altijd is er een aanwijsbare reden voor.
Een aantal mannen houdt aan de operatie chronische pijn over. Dit kan mogelijk worden opgelost met een epididymovasectomie, maar biedt daar geen garantie voor. In Nederland wordt gesteld dat ongeveer 5% van de mannen chronische pijnen heeft na vasectomie. Amerikaans onderzoek wijst echter uit dat die percentages hoger liggen. Daar spreken studies over mogelijk 14-33% van alle mannen die chronische pijn krijgen en houden na een vasectomie.

## Verschil in seksualiteit
Een vasectomie heeft niets te maken met castratie. Het enige doel dat de zaadleiders hebben is om de spermacellen in het zaadvocht van de prostaat te brengen. Met het doornemen van deze leiders wordt de hormoonhuishouding van de man niet aangetast en ook verandert er niets in het erectiemechanisme. Het meest gerapporteerde verschil in seksualiteit na vasectomie is dat het beter voelt, waarschijnlijk doordat enkele reserves die de man kan hebben bij het hebben van seksueel contact ("zal er geen probleem zijn met de anticonceptie?") wegvallen.
De zaadcellen vormen slechts enkele procenten van het sperma. Zelfs bij nauwkeurige bestudering zal men zonder microscoop geen verschillen kunnen vaststellen.

## Hersteloperatie of vaso-vasostomie
Wanneer een gesteriliseerde man toch nog een kind wil verwekken, kan getracht worden om de ingreep ongedaan te maken door de beide uiteinden van de zaadleiders terug aan elkaar te verbinden (vaso-vasostomie). De hersteloperatie, waarbij in een ingreep de zaadleiders opnieuw aan elkaar worden gezet, is een veel moeilijkere operatie dan de vasectomie. Zelfs als de hersteloperatie technisch gezien lukt (dat wil zeggen: er is een doorgankelijke zaadleider gecreëerd), hoeft de man echter niet weer vruchtbaar te zijn.
De zuiver technische ingreep lukt in ca. 9 op 10 gevallen. Hoe langer geleden de vasectomie is uitgevoerd, hoe kleiner de kans op een succesvol herstel. In principe zouden de zaadcellen dus opnieuw moeten kunnen passeren, maar de vruchtbaarheid is daarmee niet altijd hersteld. In de praktijk blijkt 1 op 2 mannen nadien in staat een kind te verwekken.
Of de vruchtbaarheid zich zal herstellen, hangt af van verschillende factoren, zoals:
- de vruchtbaarheid vóór de sterilisatie;
- de lengte van het verwijderde stuk van de zaadleiders;
- het aantal jaren sinds de sterilisatie: de kans dat er opnieuw zaadcellen zullen verschijnen in het zaadvocht neemt af met 4 % per jaar;
- de aanwezigheid van een spermagranuloom, een knobbeltje dat zich vormt als een reactie op het materiaal dat gebruikt werd om de zaadleiders te dichten of op doorsijpelende zaadcellen;
- de zwelling van de zaadleider die nog aan de zaadbal hangt. Deze zwelling kan een perfecte herverbinding moeilijk maken;
- antistoffen: soms maken mannen na de sterilisatie antistoffen aan tegen hun eigen zaadcellen. Deze antistoffen kunnen de kwaliteit van de zaadcellen en dus ook hun bevruchtingsmogelijkheden aantasten. Gedurende de jaren dat de zaadleiders onderbroken waren heeft het lichaam een afweer tegen de eigen zaadcellen ontwikkeld; vaak zijn daardoor zaadcellen die na een hersteloperatie het lichaam verlaten verzwakt.

De operatie wordt verricht onder narcose of met behulp van spinale anesthesie/ruggenprik. Het onderlichaam is dan pijnloos. Na het openen van het scrotum is het mogelijk om de uiteinden van de zaadleider ter plaatse van de sterilisatie op te zoeken. Deze wordt vers doorgesneden en gecontroleerd op doorgankelijkheid. Na massage van de epididymis/bijbal zal er vers sperma uit de opening stromen. Een heraansluiting zal dan waarschijnlijk tot succes leiden. Soms komt er bij massage slechts een pasta-achtige substantie tevoorschijn. Die is gevormd omdat de zaadleider dicht zat en de zaadproductie gewoon doorgaat. De zaadcellen hopen zich dan op in de zaadleider. Indien de afsluiting langer bestaat is de ophoping meer uitgebreid. Het is mogelijk dat door deze ophoping ergens een kleine lekkage ontstaat na de sterilisatie. Er komt dan geen filevorming en het sperma blijft vloeibaar. De kansen op herstel zijn dan duidelijk beter.
De aansluiting van de beide uiteinden is het gemakkelijkst als de sterilisatie was uitgevoerd in het rechte, dikke deel van de zaadleider. Vaak heeft de vasectomie in het dunne en kronkelige deel vlak voor de bijbal heeft plaatsgevonden. Het op elkaar aansluiten van de uiteinden is dan een zeer precies werkje waarbij de kansen op succes wat minder zijn. Indien de zaadleider moet worden aangesloten op de bijbal (bijvoorbeeld als de zaadleider vol zit met de pasta-achtige substantie) spreekt men van een vaso-epidydimostomie. Het succes hiervan is opnieuw iets minder dan de aansluiting op het rechte stuk.
De vaso-vasostomie en de vaso-epididymostomie worden met microscopische operatietechnieken uitgevoerd. Er ontstaan in Europa gespecialiseerde klinieken waar meer dan 50 ingrepen per jaar worden uitgevoerd.
Het is gebruikelijk om ongeveer drie maanden na een dergelijke operatie een spermamonster te laten controleren. Het is echter mogelijk dat de vruchtbaarheid pas later weer herstelt. Indien er zich in het sperma na de zaadlozing geen levensvatbare zaadcellen bevinden, kan men eventueel op zoek gaan naar nog niet volledig ontwikkelde zaadcellen in de teelbal of de bijbal, en via ivf-technieken toch een zwangerschap realiseren.

## Spontaan herstel
Naast een hersteloperatie bestaat ook de kans op spontaan herstel. Volgens artsen ligt de kans hierop rond de 0,3%. Hierbij wordt echter geen rekening gehouden met de mannen die er nooit achter komen dat er herstel heeft plaatsgevonden omdat vasectomie vaak plaatsvindt op een leeftijd boven de 40 jaar. Hierbij wordt de vrouw ook minder vruchtbaar en is de kans op bevruchting minder groot. Daarbij zijn er mensen die zich nooit met een herstel bij een arts melden; schattingen hierbij lopen uiteen van 20% tot 40%.